# Groupe d'armées Vistule
 (décembre 2009).
Si vous disposez d'ouvrages ou d'articles de référence ou si vous connaissez des sites web de qualité traitant du thème abordé ici, merci de compléter l'article en donnant les références utiles à sa vérifiabilité et en les liant à la section « Notes et références ».
Le groupe d'armées Vistule (en allemand : Heeresgruppe Weichsel) est un groupe d'armées allemand de la Wehrmacht durant la Seconde Guerre mondiale.
Ce groupe d'armées fut créé le 24 janvier 1945 pour protéger Berlin des armées soviétiques avançant sur la ville depuis le fleuve Vistule, en allemand la Weichsel. Mais dès sa formation, certains notent que son nom est mal choisi car les lieux de concentration des unités sont situées à l'est de l'Oder.

## Histoire

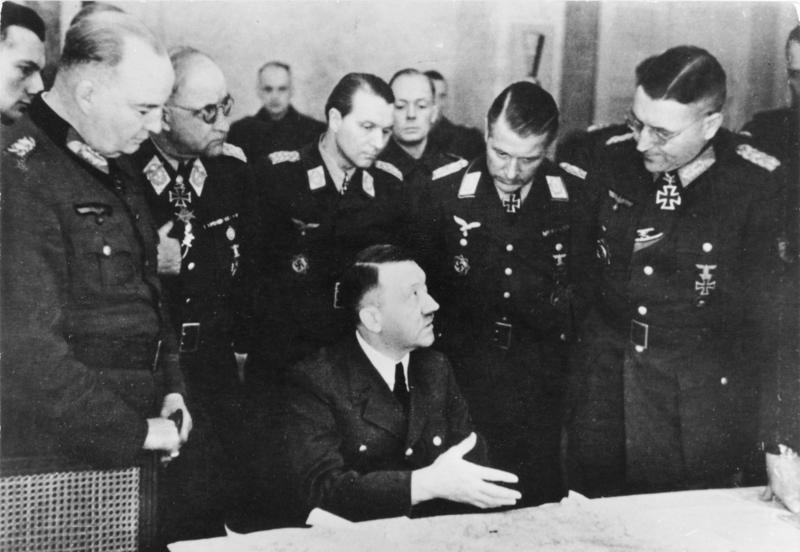
Photo prise probablement le 3 mars 1945 guerre mondiale au G.Q.G. du Heeresgruppe Weichsel. Debout derrière Hitler de droite à gauche : Wilhelm Berlin, Robert Ritter von Greim, Franz Reuss, Job Odebrecht, Theodor Busse.

Après l'échec de l'offensive des Ardennes, un nouveau renversement des priorités est opéré par le Reich en janvier 1945. Formé à l'est de Stettin, ce groupe d'armées est confié à Himmler, et est utilisé par Guderian comme fer de lance de l'opération Sonnenwende (solstice), rapidement maitrisée par les troupes soviétiques, après quatre jours d'offensive. Après l'échec de cette offensive, le groupe d'armées se bat pied à pied en Poméranie et en Prusse occidentale. Il se retire alors à l'ouest de l'Oder, aux alentours du 20 mars.
Le Generaloberst Gotthard Heinrici remplace Heinrich Himmler en tant que commandant du groupe d'armées Vistule le 20 mars 1945. Son chef d'état-major est le général Kinzel, son chef des renseignements le colonel Eismann. Ses 500 000 hommes, venus d'unités très diverses disposent de seulement 750 tanks et canons automoteurs, 744 canons et 600 pièces de DCA utilisées comme artillerie de campagne (avec, en tout, deux jours de ravitaillement en munitions).
Ce groupe d'armées comprend deux armées :
- 9e armée du général Theodor Busse :
  - Ve corps SS (extrémité sud),
  - XIe corps SS,
  - Panzerdivision Müncheberg (dont le commandant est le Generalmajor Werner Mummert),
  - XLIe corps d'armée de panzers ; commandant : General der Artillerie Helmuth Weidling ; chef d'état-major : colonel von Duffing ; chef des opérations : Major Knabe ; intendant : Major Wagner ; commandant de l'artillerie du corps : colonel Woehlermann,
  - 25e Panzergrenadier division ;
- la 3e Panzerarmee du général Hasso von Manteuffel avait été dégarnie pour renforcer la 9e armée et était composée de troupes disparates et de second ordre : territoriaux âgés (notamment le bataillon 16/69 de la Volksturm), quelques unités hongroises, plusieurs divisions de transfuges russes sous les ordres du général Andreï Vlassov. (Plusieurs unités blindées indispensables à la tenue du front avaient été transférées par la général Hans Krebs vers l'armée de Schörner défendant Prague et le sud (groupe d'armées centre).) :
  - XLVIe corps d'armée blindée (général Martin Gareis),
  - SS Panzergrenadier Division Nordland (commandant : SS Gruppenfuehrer Joachim Ziegler (en). Chef d'état-major : SS-Obersturmbannführer Herbert Wienczek. Intendant : SS-Hauptsturmführer Joachim Tiburtius),
  - 18e Panzergrenadier division (commandant : Generalmajor Josef Rauch),
  - SS Panzergrenadier Division Nederland (commandant : SS-Brigadeführer Jürgen Wagner. Chef d'état-major : SS-Sturmbannführer Reinhard Wörner. Intendant : SS-Hauptsturmführer Fritz Beister),
  - ‘Oder’ Corps (SS Generalleutnant von dem Bach / Gen Hörnlein),
  - XXXIIe corps,
  - ‘Swinemunde’ Corps (Generalleutnant John Ansat),
  - 3e Kriegsmarine infanterie division (positionnée à l'extrémité nord, à Swinemünde),
  - 402e et 2e Kriegsmarine divisions.

Par ailleurs, l'amiral Dönitz transféra une division de fusiliers marins, sous le commandement d'Heinrici. Lors d'une réunion au bunker d'Hitler, Dönitz promit 25 000 marins, tout comme Goering promit 100 000 soldats de la Luftwaffe en plus de sa 9e division de parachutistes (composée d'officiers d'administration, sans expérience du feu) et Himmler 25 000 SS.
Sous le commandement de Heinrici, le groupe participe à la bataille de Berlin et certaines de ses unités ne se rendent qu'à la fin de la guerre en Europe, le 8 mai 1945. Après l'échec de la défense de Berlin à l'est, Heinrici s'efforce de transférer le maximum de troupes vers l'ouest, vers la 12e armée du général Wenck, afin qu'elles tombent aux mains des Américains, plutôt que des Soviétiques.

## Commandement suprême
| Date                         | Commandant                                   |
| ---------------------------- | -------------------------------------------- |
| 24 janvier 1945              | Reichsführer-SS Heinrich Himmler             |
| 21 mars 1945                 | Generaloberst Gotthard Heinrici              |
| 29 avril 1945                | Generaloberst Kurt Student                   |
| 29 avril 1945 – 1er mai 1945 | General der Infanterie Kurt von Tippelskirch |

## Organisation
Troupes rattachées au groupe d'armées
- Heeresgruppen-Nachrichten-Regiment 500

Unités faisant partie du groupe d'armées
| Date    | Armées                                               |
| ------- | ---------------------------------------------------- |
| 1945    |                                                      |
| Février | 2e armée, 11e armée, 9e armée                        |
| Mars    | 2e armée, 3e Panzerarmee, 9e armée, z.Vfg. 11e armée |
| Avril   | 3e Panzerarmee, 9e armée                             |

## Sources
- (en) Cet article est partiellement ou en totalité issu de l’article de Wikipédia en anglais intitulé « Army Group Vistula » (voir la liste des auteurs).